# Ludovic Zoretti
Ludovic Zoretti (Marselha, 29 de junho de 1880 – Carrère, Lot-et-Garonne, 22 de janeiro de 1948) foi um matemático, sindicalista e político francês.
Zoretti frequentou o liceu em Marselha e foi em 1899 o segundo colocado nacional nas provas para a École polytechnique e primeiro para a École normale supérieure. Em 1902 se formou na École normale supérieure (Agrégation) onde foi depois bibliotecário. De 1904 a 1908 foi professor de escola secundária em Rochefort, obtendo um doutorado em 1905 na Faculté des sciences de Paris (Sur les fonctions analytiques uniformes qui possèdent un ensemble parfait discontinu de points singuliers, Gauthiers-Villars 1905). De 1908 a 1911 foi Maître de conférences na Universidade de Grenoble e de 1911 a 1939 professor de mecânica na Faculdade de Ciências da Universidade de Caen.
Escreveu alguns artigos iniciais sobre topologia teórica e o artigo Punktmengen na Encyklopädie der mathematischen Wissenschaften.

## Obras
- Leçons sur le prolongement analytique, Gauthiers-Villars 1911